# Lusernsläktet
Luserner, Medicago, är ett släkte i familjen ärtväxter med cirka 100 arter, eller något färre, från Europa (särskilt Medelhavsområdet), Nordafrika och västra Asien. Släktet står mycket nära Trigonella och uppdelningen i två släkten är ifrågasatt.
Gullusern, humlelusern och sandlusern förekommer naturligt i Norden och gullusern, humlelusern och blålusern odlas som foderväxter.
Namnet Medicago kommer från grekiskan μηδική ποα medike poa (gräs från Medien) och därifrån till latin medice (lusern) samt det latinska suffixet -ago (liknande, samband).

## Dottertaxa till Lusernsläktet, i alfabetisk ordning[2]
- Medicago agropyretorum
- Medicago alatavica
- Medicago arabica
- Medicago arborea
- Medicago archiducis-nicolai
- Medicago astroites
- Medicago blancheana
- Medicago brachycarpa
- Medicago cancellata
- Medicago carstiensis
- Medicago caucasica
- Medicago constricta
- Medicago coronata
- Medicago crassipes
- Medicago cretacea
- Medicago cyrenaea
- Medicago daghestanica
- Medicago difalcata
- Medicago disciformis
- Medicago doliata
- Medicago edgeworthii
- Medicago fischeriana
- Medicago granadensis
- Medicago grossheimii
- Medicago gunibica
- Medicago heldreichii
- Medicago hemicoerulea
- Medicago heyniana
- Medicago hybrida
- Medicago hypogaea
- Medicago intertexta
- Medicago karatschaica
- Medicago komarovii
- Medicago laciniata
- Medicago lanigera
- Medicago laxispira
- Medicago littoralis
- Medicago lupulina
- Medicago marina
- Medicago medicaginoides
- Medicago meyeri
- Medicago minima
- Medicago monantha
- Medicago monspeliaca
- Medicago murex
- Medicago muricoleptis
- Medicago noeana
- Medicago orbicularis
- Medicago orthoceras
- Medicago ovalis
- Medicago papillosa
- Medicago persica
- Medicago phrygia
- Medicago pironae
- Medicago platycarpa
- Medicago polyceratia
- Medicago polychroa
- Medicago polymorpha
- Medicago praecox
- Medicago prostrata
- Medicago radiata
- Medicago retrorsa
- Medicago rhodopea
- Medicago rigida
- Medicago rigidula
- Medicago rotata
- Medicago rugosa
- Medicago rupestris
- Medicago ruthenica
- Medicago sativa
- Medicago sauvagei
- Medicago saxatilis
- Medicago schischkinii
- Medicago scutellata
- Medicago secundiflora
- Medicago shepardii
- Medicago sinskiae
- Medicago soleirolii
- Medicago strasseri
- Medicago suffruticosa
- Medicago talyschensis
- Medicago tenoreana
- Medicago tornata
- Medicago transoxana
- Medicago truncatula
- Medicago tunetana
- Medicago turbinata
- Medicago vardanis
- Medicago virescens